# 臺中市南屯區鎮平國民小學
臺中市南屯區鎮平國民小學，簡稱鎮平國小，為台灣臺中市南屯區一所國民小學。

## 校史
1959年設立台中市南屯國民學校鎮平分班。1962年8月獨立為台中市南屯區鎮平國民學校。1968年更改校名為台中市南屯區鎮平國民小學。

## 歷任校長
1. 劉熾耀
2. 施耿村
3. 曾坤暘
4. 林俊彥
5. 林克明
6. 彭源榮
7. 吳水進
8. 張福來（代理）
9. 洪瑞美
10. 陳翠娟
11. 賴炫光
12. 黃翠琴
13. 賴朝暉（現任）

## 校歌
學海無涯 有緣同窗

朝夕相處 情深意長 鎮日裡 四維相隨 學習六藝

平凡中 五育並重 力行八德 講個性

明群倫 創新局 爭千秋 樂意悠悠 淨心靈

書聲琅琅 增智慧 文武雙全 我敢當

藝術天地 樂逍遙 展翅翱翔

## 外部連結
- 臺中市南屯區鎮平國小 （页面存档备份，存于）